# يان ستين
يان هافيكزون ستين (حوالي 1626 - دفن 3 فبراير 1679) كان رسام فن النوع الهولندي من القرن 17 (المعروف أيضاً باسم العصر الذهبي الهولندي). وتميز فنه بالبصيرة النفسية، حس الفكاهة، ووفرة اللون.